# Werner Gaede

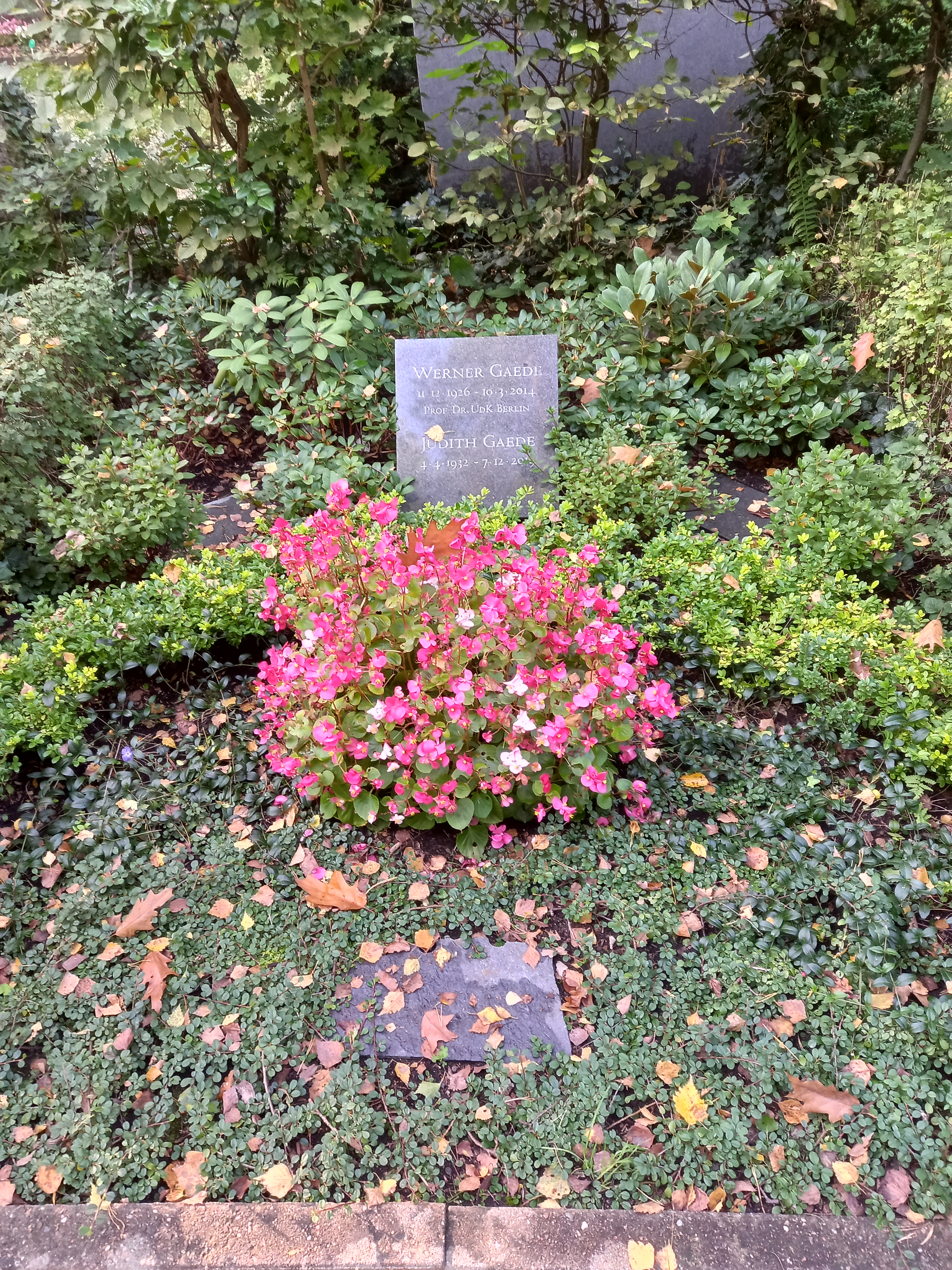
Das Grab von Werner Gaede und seiner Ehefrau Judith auf dem Friedhof Frohnau in Berlin

Werner Gaede (* 11. Dezember 1926 in Hamburg; † 10. März 2014) war ein deutscher Sachbuchautor und Hochschullehrer für Texttheorie und -gestaltung.

## Leben
Nachdem Gaede von 1948 bis 1954 an der FU Berlin Publizistik, Germanistik und Theaterwissenschaften studiert hatte und dort am 5. April 1955 mit der Arbeit Die publizistische Technik in der Polemik Gotthold Ephraim Lessings promoviert worden war, studierte er bis 1956 an der Akademie für Grafik, Druck und Werbung Berlin.
Danach arbeitete Gaede als Texter für die Werbeabteilung der Zeitschrift Stern sowie in den Werbeagenturen Lintas und McCann. Zudem schrieb er auch für das Feuilleton verschiedener Zeitungen, so etwa über die Auseinandersetzung zwischen Herman Kesten und Ludwig Friedrich Barthel auf dem 2. Internationalen Deutschsprachigen Schriftstellerkongress im Oktober 1956 in Überlingen. Dabei revidierte er sein in diesem Artikel kritisches Urteil über Ludwig Friedrich Barthel einige Tage später nach einer von ihm gesuchten Begegnung mit Barthel in einem zweiten Artikel grundlegend.
Seit 1966 war er Dozent an der Akademie für Grafik, Druck und Werbung Berlin und erhielt eine Professur für Texttheorie und Textgestaltung im Bereich Gesellschafts- und Wirtschaftskommunikation an der UdK Berlin. Der Art Directors Club Deutschland (ADC) machte ihn 1997 zu seinem Ehrenmitglied.
Gaede stellte 2002 in seinem Buch Abweichen von der Norm – Enzyklopädie kreativer Werbung die These vor, dass Kreativität immer ein Regelverstoß sei, den man systematisch herleiten und anwenden könne. Kreative Werbung breche zum Beispiel bewusst mit den Erwartungen des Publikums. Schrift, Bilder, Layouts, Texte: Überall könne der Gestalter unterhaltsame, überraschende und verblüffende Wirkungen erzielen, wenn er seine Botschaft gerade nicht richtig (also herkömmlich) umsetze, sondern gelernte Normen breche. Die Fachzeitschrift Page bezeichnete das 700 Seiten starke Buch als „ultimatives Standardwerk der Werbekreativität“.

## Werke
- Die publizistische Technik in der Polemik Gotthold Ephraim Lessings. Berlin: Freie Universität, Diss. v. 5. April 1955
- Vom Wort zum Bild. München 1981. ISBN 3-7844-7293-1.
- Abweichen von der Norm – Enzyklopädie kreativer Werbung. München 2002. ISBN 3-7844-7416-0.